# Skynyrd's Innyrds
Skynyrd's Innyrds è un album discografico di raccolta del gruppo musicale southern rock statunitense Lynyrd Skynyrd, pubblicato nel 1989.

## Tracce
1. Sweet Home Alabama (Ed King, Gary Rossington, Ronnie Van Zant) – 4:42
2. Swamp Music (King, Van Zant) – 3:32
3. I Ain't the One (Rossington, Van Zant) – 3:54
4. Gimme Three Steps (Allen Collins, Ronnie Van Zant) – 4:30
5. Double Trouble (Outtake version) (Collins, Van Zant) – 2:50
6. Free Bird (Outtake version) (Collins, Van Zant) – 10:08
7. Truck Drivin' Man (King, Van Zant) - 5:16
8. Saturday Night Special (King, Van Zant) – 5:07
9. Workin' for MCA (King, Van Zant) – 4:49
10. What's Your Name? (Rossington, Van Zant) – 3:32
11. That Smell (Collins, Van Zant) – 5:52
12. Don't Ask Me No Questions (Rossington, Van Zant) – 3:26
13. Call Me the Breeze (J.J. Cale) – 5:08